# Rivière-sur-Tarn
 Rivière-sur-Tarn  es una población y comuna francesa, situada en la región de Mediodía-Pirineos, departamento de Aveyron, en el distrito de Millau y cantón de Peyreleau.

## Demografía
| 707 | 695 | 658 | 744 | 791 | 961 |
| Para los censos de 1962 a 1999 la población legal corresponde a la población sin duplicidades (Fuente: INSEE [Consultar]) |     |     |     |     |     |